# Second pair of eyes
Second pair of eyes is een single van The Cats die werd uitgebracht in 1984.
De ballad was het vierde nummer sinds de comeback in 1983 en een remixversie van dit nummer dat op de lp Third life is verschenen. Het nummer werd geschreven door Piet Veerman en Alan Parfitt. De laatste schreef later ook Sailin' home, de grootste hit van Piet Veerman toen hij aan zijn solocarrière was begonnen. Second pair of eyes werd echter geen hit. Het bereikte de Top 40 niet en kwam zelfs niet in de Tipparade terecht.
Op de B-kant van de single staat het instrumentale nummer Latin lovers, een gezamenlijk werk van verschillende Cats.